# Имя коми
Имя коми (коми ним) — национальная модель антропонимии у коми — народа пермской группы финно-угорской языковой семьи.
Дохристианский именник у коми насчитывал более тысячи имён. Состоял преимущественно из самобытных имён, но есть и определённая часть, которую можно отнести к заимствованным: славянским, арабским, тюркским и др.

## Этимология
Основы традиционных коми личных имён обычно обозначают или черту характера, или передают отношение к ребёнку, чувства родителей, или называют место рождения ребёнка, или содержат указание на время рождения.
У коми бытовали также имена с основами, обозначающими названия животных, птиц, деревьев и пр. (тотемы).

## Национальные формы христианских имён

### Мужские имена
- Адольф — Oдöль
- Александр — Öльöксан, Саш, Сандрö, Саньö, Сандрик, Öльö
- Алексей — Öльöксей, Öльöш, Oльöк, Oльö
- Андрей — Öндрей, Öньö
- Артём — Öрти
- Афанасий — Опонь
- Василий — Василей, Васьö, Вась
- Вениамин — Вень
- Виктор — Виттор, Витьö
- Владимир — Володь, Ладе
- Вячеслав — Вечь
- Гавриил — Гаврил, Габ
- Геннадий — Гень
- Георгий, Егор — Ёгуш, Ёгор
- Григорий — Гриш, Гришунь
- Даниил — Даньo, Даниил, Дань, Даньой
- Дементий — Демень
- Дмитрий — Мить
- Евгений — Йöвгинь
- Ефим — Епим
- Иван — Иван, Вань, Ивö
- Илья — Илля
- Каллистрат — Кальö
- Кирилл — Киро
- Константин — Кöсьта
- Митрофан — Митрук
- Михаил — Миш, Микол, Микул
- Моисей — Мöсей
- Никита — Микит
- Николай — Микол, Микулай, Кольö, Коляй, Коль, Мик
- Павел — Паш
- Пётр — Петыр, Петрö
- Прокопий — Прокö
- Сергей — Сегö
- Семён — Семö
- Спиридон — Спира
- Степан — Степ, Степан, Сьтэпан
- Тимофей — Тима
- Тихон — Тикöн
- Трофим — Трош
- Фалалей — Палалей
- Фёдор — Педöр, Педь
- Федот — Педот
- Яков — Як
- Ярослав — Ярö

### Женские имена
- Агния — Агни
- Анастасия — Наста, Настук
- Галина — Галя
- Екатерина — Катьö
- Маша — Машö
- Марфа — Марпа
- Надежда — Надьö
- Наталья — Наталь
- Оксана — Öксинь
- Ольга — Öльга
- Раиса — Райö

## Дохристианские имена
- Зарни, Арнас, Арти, Райда, Туган, Арво, Артис, Бурморт, Биур, Кудым Ош, Йиркап, Кудэм, Сэктэв, Пера, Шыпича, Лыско, Кыа.

У коми в дохристианские времена также весьма распространёнными были мужские имена, оканчивающиеся на -ег, -ог:
- Азег
- Гачег
- Жебег
- Жунег
- Иртег
- Лунег
- Мошег
- Ныдог
- Нылог
- Ожег
- Одег
- Ратег

От них известные фамилии Ожегов (словарь Ожегова), Одегов, Ратегов и др.
Сказочные имена:
Öшкамöшка (Радуга), Югöрка (Лучик), Полокалö (Чучело), Чушканзi (Оса), Райда, Яур, Ошпи Лыадорса (Медвежонок из Лыадора), Лунморт (День-человек), Вöрморт (Лес-человек), Шудаморт (Счастье-человек), Туган (Верхушка дерева).
Современные:
Вокан (уменьшительно-ласкательное от Вок «Брат»; Братик), Авъя (Вежливая, Приветливая, Умная), Зарни (Золото). Вокан и Авъя — имена сына и дочери известного коми поэта и писателя Тима Вень (Вениамина Чисталёва). Зарни — так звали отца коми поэтессы Людмилы Зарниевны Втюриной (Зарни Люся).

## Дохристианская модель
Антропонимическая модель у коми в дохристиаскую эпоху была двучленной. Она включала имя деда (дедовство), стоящее на первом месте в родительном падеже, и имя собственное. Порядок компонентов имени общий для всех финно-угров — мордвы, венгров и др. Подобная система также использовалась у чеченцев и адыгов.